# Colla Rossa
Colla Rossa (i na talijanskim i na francuskim kartama) na 2.172 m je planinski prijevoj u Ligurskim Alpama. Spaja doline rijeke Roya u Francuskoj i rijeke Tanaro u Italiji.

## Etimologija
Ime Colla, što na talijanskom znači i ljepilo, u Liguriji se također odnosi na planinski prijevoj. Rossa znači crvena i dolazi od crvenkaste boje tla u području prijevoja.

## Geografija
Prijevoj se nalazi između Monte Bertranda (SZ) i Cime de Missun, i pripada glavnom lancu Alpa i razvodnici između slivova rijeka Po (istok) i Roya. Administrativno dijeli talijansku općinu Briga Alta (CN) i francuski mairie La Brigue (FR-06). 

## Povijest
Prijevoj je do Drugog svjetskog rata u potpunosti pripadao Italiji, ali je Pariškim mirovnim ugovorima, potpisanim u veljači 1947., postao granica Francuske i Italije.

## Pristup
Do Colla Rossa se može doći pješice, brdskim biciklom, a u nekim mjesecima u godini i terenskim vozilima, od Colle delle Selle Vecchie ili Passo Tanarello slijedeći nekadašnji vojni zemljani put koji povezuje Monesi s Colle di Tenda.

## Vanjske poveznice
|  | Zajednički poslužitelj ima još gradiva o temi Colla Rossa |